# Nematocampa perfusa
Nematocampa perfusa är en fjärilsart som beskrevs av Max Joseph Bastelberger 1909. Nematocampa perfusa ingår i släktet Nematocampa och familjen mätare. Inga underarter finns listade i Catalogue of Life.